# Huejotitán
Huejotitán é um município do estado de Chihuahua, no México.